# Шоссе 66 (Израиль)
Шоссе 66 (ивр. כביש 66‎ , англ. Highway 66) — израильское шоссе, проходящее в северной части Израиля от контрольно-пропускного пункта Армии обороны Израиля в районе Маале-Ирон до города Йокнеам.

## Перекрёсткииразвязки
| Километр | Название                                         | Тип | Расположение   | Пересечение дорог      |
| -------- | ------------------------------------------------ | --- | -------------- | ---------------------- |
| 0        | ивр. מחסום צבאי‎ (Контрольно-пропускной пункт)    |     | Маале-Ирон     |                        |
| 3        | ивр. צומת מגידו‎ (Перекрёсток Мегидо)             |     | Мегиддо        | Шоссе 65               |
| 10       | ивр. צומת משמר העמק‎ (Перекрёсток Мишмар ха-Эмек) |     | Мишмар ха-Эмек | Автодорога 6953        |
| 17       | ивр. צומת התשבי‎ (Перекрёсток ха-Тишби)           |     | Йокнеам        | / Шоссе 70 / Шоссе 722 |